# Torpille
Torpille war eine belgische Automarke.

## Unternehmensgeschichte
Das Unternehmen Établissements Schooffs et Cie hatte seinen Sitz an der Rue de Livourne in Ixelles/Elsene. Es begann 1920 mit der Produktion von Automobilen. Im selben Jahr endete die Produktion.

## Fahrzeuge
Das einzige Modell war ein Dreirad, bei dem sich das einzelne Rad hinten befand. Die Form ähnelte einem Flugzeugrumpf. Das Fahrzeug bot zwei Personen hintereinander Platz. Für den Antrieb sorgten V2-Motoren mit 1000 cm³ Hubraum, die wahlweise von Train oder J.A.P. kamen. Der Verkaufspreis betrug 6500 Belgische Franken mit dem Train-Motor und 7300 Belgische Franken mit dem J.A.P.-Motor. Das Leergewicht betrug 260 kg. Somit wurden die Kriterien für Cyclecars eingehalten.